# Woman Love
Woman Love är det fjärde soloalbumet av Burton Cummings som tidigare var med i gruppen The Guess Who utgivet 1980. Albumet har en tydlig Pop / Rock och Balladkaraktär.

## Låtlista
1. Feels All Wrong - 3:26 (Burton Cummings)
2. One And Only - 4:56 (Burton Cummings)
3. Mile A Second - 3:45 (Burton Cummings)
4. Had To Be You - 4:46 (Burton Cummings)
5. Hevenly Blue - 4:20 (Burton Cummings)
6. Fine State Of Affairs - 3:16 (Burton Cummings)
7. Where Are You - 5:02 (Burton Cummings)
8. Woman Love - 6:07 (Burton Cummings)
9. It's Hard - 3:16 (Burton Cummings)
10. Wakin' Up Today - 3:35 (Burton Cummings)
11. Daddy's On The Road - 3:05 (Burton Cummings)
12. I Do My Vocals On The Boat - 3:44 (Burton Cummings)

## Medverkande
- Burton Cummings – Sång, Grand Piano, Harpsichord, Clavinet, Moog, Melltron, Arp String Synthesizer

- Grand Piano, Hammondorgel, Moog -
- Elektrisk Gitarr -
- Akustisk Gitarr -
- Trummor -
- Percussion -
- Basgitarr -
- Saxofones -
- Bakgrundssång -
- Bakgrundssång Och Orkester Arrangemang Av
- Producent